# Thomas Voss
Thomas Voss (født 2. november 1977) er en dansk skuespiller.
Han er uddannet fra Statens Teaterskole i 2004.

## Privat
Voss danner par med skuespiller Julie Agnete Vang, med hvem han har en datter.

## Filmografi

### Film
- Drabet (2005)
- Efter brylluppet (2006)
- Daisy diamond (2007) uncredited
- Flammen og Citronen (2008)
- Blå mænd (2008)
- Dig og Mig (2008)
- Panser (2008)
- Bobby (2009)
- Julefrokosten (2009)
- Vilddyr (2010)
- Antboy (2013)

### TV
- Forbrydelsen 2 (2009) episode 9
- Livvagterne (2010) episode 18
- SJIT Happens (2013) episode 5
- Store danske videnskabsfolk (2015)

### Teater
- Kong Arthur (2016)
- Slottet (2009)
- Cabaret (2010)